# Willy Brandt
Willy Brandt (født Herbert Ernst Karl Frahm d. 18. december 1913 i Lübeck – 8. oktober 1992 i Unkel) var en tysk politiker og fra 1969 til 1974 forbundskansler. Den tyske socialdemokrat modtog Nobels fredspris i 1971.
Brandt regnes stadig blandt de mest folkekære politikere i Tyskland til trods for, at nogle tyskere i samtiden også var skeptiske over for hans østpolitik, som førte til forhandlinger med det daværende Østtyskland, DDR. Denne politik fremhæves imidlertid i dag som det måske væsentligste stykke pionerarbejde i den tilnærmelse mellem Øst og Vest, som i 1989 førte til, at Berlinmuren faldt.

## Biografi
Willy Brandt fødtes i 1913 som Herbert Ernst Karl Frahm i Lübeck. Han var søn af Martha Frahm, født Ewert, (1894 - 1969), butiksansat i en coop-købmandsforretning i Lübeck, og John Heinrich Möller (død 1958), en lærer fra Hamborg, men mødte aldrig sin far. Han voksede op hos sin mor og morfar. Morfaren var medlem af det tyske socialdemokrati SPD, og dette satte formentlig et præg på ham.
I 1930 blev han selv medlem af SPD, men i 1931 overgik han til Sozialistische Arbeiterpartei (SAP), en venstreorienteret udbrydergruppe fra SPD. Efter studentereksamen 1932 var han volontør som skibsmægler.
Frahm flygtede efter Adolf Hitlers magtovertagelse i 1933 til Norge og kaldte sig fra det tidspunkt Willy Brandt. Han lærte sig norsk og læste historie ved Universitetet i Oslo og arbejdede desuden som journalist. I 1936 var han i Berlin under dæknavnet Gunnar Gaasland. Den Spanske Borgerkrig oplevede han 1937 som korrespondent.
I 1938 blev han frataget sit tyske statsborgerskab og blev statsløs. Efter den tyske besættelse af Danmark og Norge i 1940 – Operation Weserübung – kom han i tysk fangenskab, men da han var i norsk uniform, lykkedes det ham at forblive inkognito. Efter fire uger var han fri og flygtede til Sverige, hvor han igen arbejdede som journalist i Stockholm. Den norske ambassade dér udfærdigede pas og anden dokumentation for hans nylig tildelte statsborgerskab, efter instruks fra den norske regering (som da befandt sig i eksil i London).
Efter 2. verdenskrig i 1945 vendte han tilbage til SPD og blev korrespondent ved Nürnbergprocessen fra 1945 til 1946. I 1947 blev han presseattaché ved den norske militærmission i Berlin. I 1948 fik han sit tyske statsborgerskab tilbage, men beholdt sit dæknavn Willy Brandt.
Fra 1949 til 1957 var han medlem af Forbundsdagen for Berlin, og fra 1955 indtil 1957 også præsident for Abgeordnetenhaus i Berlin. Fra 1957 itil 1966 var han overborgmester i Vestberlin (Regierender Bürgermeister). Uforglemmelig er i den periode John F. Kennedys besøg i den omstridte by med udtalelsen: Ich bin ein Berliner.
Fra 1964 indtil 1987 var Willy Brandt formand for SPD, i perioden 1966-1969 var han tysk udenrigsminister i den "store koalition" med de borgerlige partier CDU og CSU. I perioden 1969-1974 var han forbundskansler.
Willy Brandt var formand for SPD i perioden 1964-1987 og blev dernæst udnævnt til æresformand for sit parti. Han var desuden formand for Socialistisk Internationale 1976-1992.
Han døde den 8. oktober 1992 som 78-årig.
Det tyske socialdemokrati har til huse i Willy Brandt Haus i Berlin-Kreuzberg.
Flughafen Berlin Brandenburg Willy Brandt er opkaldt efter Willy Brandt.

## Forbundskansleren
I perioden 1969-1974 blev han forbundskansler i en snæver koalition med det liberale parti FDP. Her blev han bl.a. kendt for sin østpolitik og forsoningspolitik, hvor han bl.a. under et besøg i Warszawa, den 7. december 1970 knælede ved et mindesmærke for den jødiske ghetto.
Han var også den første tyske kansler, der besøgte Israel, ligesom han også besøgte "die sogenannte" DDR, dvs. Østtyskland, den 19. marts 1970 i Erfurt. Denne dag indgik i Tysklands historie, fordi uventet mange østtyskere gik uden for det officielle program og råbte: "Willy – Willy".
Han måtte gå af i utide den 6. maj 1974 på grund af problemer med sin personlige sekretær Günter Guillaume, der viste sig at være spion for DDR. Brandt blev som kansler efterfulgt af Helmut Schmidt.
- Willy Brandt sammen med præsident Nixon i 1971